# Zumbo (Distrikt)
Zumbo ist ein Distrikt der Provinz Tete in Mosambik mit Verwaltungssitz in der Stadt Zumbo. Sein Gebiet grenzt im Norden an die Ostprovinz mit den Distrikten Nyimba und Petauke, und an Luangwa in der Lusaka Provinz im Westen, jeweils in der Republik Sambia, im Süden an den Distrikt Magoé und im Osten an den Distrikt Marávia.

## Geographie
Zumbo hat eine Fläche von 12.001 Quadratkilometer und 70.384 Einwohner (Stand 2013). Der Distrikt liegt im nordwestlichsten Teil von Mosambik und wird im Süden vom Fluss Sambesi begrenzt, dessen von der Cahora-Bassa-Talsperre gebildeter Stausee bis nahe an die Stadt Zumbo reicht. Im Westen wird der Distrikt vom Fluss Luangwa begrenzt, der die Grenze zu Sambia bildet. Der nördliche Teil sind Plateaus in der Höhe von 200 bis 1000 Metern über dem Meeresspiegel.  
Das Klima ist ein tropisches Savannenklima, die durchschnittliche jährliche Niederschlagsmenge liegt bei 800 Millimeter, kann manchmal aber auch 1200 oder 1400 Millimeter erreichen. Der Niederschlag fällt größtenteils in den Monaten Dezember bis Februar, die Sommermonate sind ausgesprochen trocken.
|                        | Jan  | Feb  | Mär  | Apr  | Mai  | Jun  | Jul  | Aug  | Sep  | Okt  | Nov  | Dez  |   |      |
| Mittl. Temperatur (°C) | 26,8 | 26,8 | 26,7 | 25,9 | 23,2 | 20,4 | 20,4 | 22,3 | 26,5 | 30   | 29,6 | 28,1 | ⌀ | 25,5 |
| Mittl. Tagesmax. (°C)  | 32,1 | 32,1 | 32,6 | 32,7 | 31,5 | 28,3 | 28,3 | 30,5 | 34,4 | 37,6 | 36,5 | 34,2 | ⌀ | 32,6 |
| Mittl. Tagesmin. (°C)  | 26,8 | 21,6 | 20,9 | 19,1 | 14,9 | 12,6 | 12,6 | 14,2 | 18,6 | 22,5 | 22,7 | 22   | ⌀ | 19   |
|                        |      |      |      |      |      |      |      |      |      |      |      |      |   |      |
| Niederschlag (mm)      | 184  | 175  | 74   | 11   | 3    | 0    | 0    | 1    | 1    | 9    | 62   | 173  | Σ | 693  |

| 26,8 |

| 21,6 |

| 20,9 |

| 19,1 |

| 14,9 |

| 12,6 |

| 12,6 |

| 14,2 |

| 18,6 |

| 22,5 |

| 22,7 |

| 22 |

| 26,8 |

| 21,6 |

| 20,9 |

| 19,1 |

| 14,9 |

| 12,6 |

| 12,6 |

| 14,2 |

| 18,6 |

| 22,5 |

| 22,7 |

| 22 |

## Bevölkerung
| - Bevölkerungsdichte, Alter: Mit weniger als sechs Einwohnern je Quadratkilometer hat Zumbo eine sehr niedrige Bevölkerungsdichte. Wie in vielen Distrikten in Mosambik ist die Bevölkerung sehr jung, über 50 Prozent der Einwohner sind jünger als fünfzehn Jahre. - Religion: Etwa ein Viertel der Einwohner sind Christen, nur 0,2 Prozent sind Muslime, beinahe die Hälfte bekennt sich zu keiner Religionsgemeinschaft. In der Provinz sind mehr als 10 Prozent Muslime und weniger als ein Prozent ohne Religionsbekenntnis. - Sprache: Die am meisten gesprochene Sprache ist Cinyungwe, eine Bantu Sprache. Nur etwa 10 Prozent der über 5-Jährigen spricht Portugiesisch. | Hier fehlt eine Grafik, die leider im Moment aus technischen Gründen nicht angezeigt werden kann. Wir arbeiten daran! |

## Einrichtungen und Dienstleistungen
| - Schulen: Im Distrikt befinden sich 63 Grundschulen (Primárias) und eine weiterführende Schule (Secundárias). Alle Schulen sind öffentliche Schulen (Stand 2012). Nur siebzehn Prozent der Bevölkerung besuchen oder besuchten eine Grundschule. - Analphabetismus: Durch den niedrigen Schulbesuch ist auch der Prozentsatz der Analphabeten hoch. Auffallend ist, dass bei den Männern in Zumbo die Analphabetenquote bei den unter 40-Jährigen höher ist als bei der Altersgruppe 40 bis 59 Jahre. So wie im Provinzschnitt ist auch in Zumbo die Analphabetenquote bei Frauen deutlich höher als bei Männern (Stand 2007). - Gesundheitssystem: Im Bezirk Zumbo gibt es kein Krankenhaus, es gibt jedoch vier Gesundheitszentren (Stand 2012). | Hier fehlt eine Grafik, die leider im Moment aus technischen Gründen nicht angezeigt werden kann. Wir arbeiten daran! Analphabetismus nach Altersgruppen |

## Verwaltungsgliederung
Der Distrikt Zumbo ist in drei Verwaltungsposten (postos administrativos) gegliedert:
- Zumbo
- Muze
- Zambue

## Wirtschaft und Infrastruktur
Im Jahr 2007 besaßen 42 Prozent der Haushalte ein Radio, 51 Prozent hatten ein Rad, 0,2 Prozent ein Auto.

### Landwirtschaft
Die Landwirtschaft ist die wichtigste Einnahmequelle der Bevölkerung und betrifft fast alle Haushalte. Großteils wird die Landwirtschaft in kleinen Familienbetrieben von Hand betrieben. Im Jahr 2010 bewirtschafteten 12.260 Bauern eine Fläche von insgesamt 14.713 Hektar. Etwa ein Drittel der Höfe ist weniger als einen halben Hektar groß, diese werden etwa zur Hälfte von Frauen bewirtschaftet. In fast allen Betrieben arbeiten mehrere Familienmitglieder mit, auch Kinder unter 10 Jahren. Wegen der geringen Niederschlagsmengen ist das Risiko von Ernteausfällen hoch.
Die höchsten Erträge gibt es bei Mais, daneben werden auch Maniok, Bohnen, Erdnüsse und Süßkartoffel angebaut, auch gibt es viele Obstbäume. 
Neben dem Ackerbau gibt es etwa 4000 Viehzüchter und 7000 Geflügelhalter (Stand 2005). Das Einkommen wird auch durch den Verkauf von Brennholz, Schilf und Holzkohle sowie auch durch Jagd und Fischerei aufgebessert.

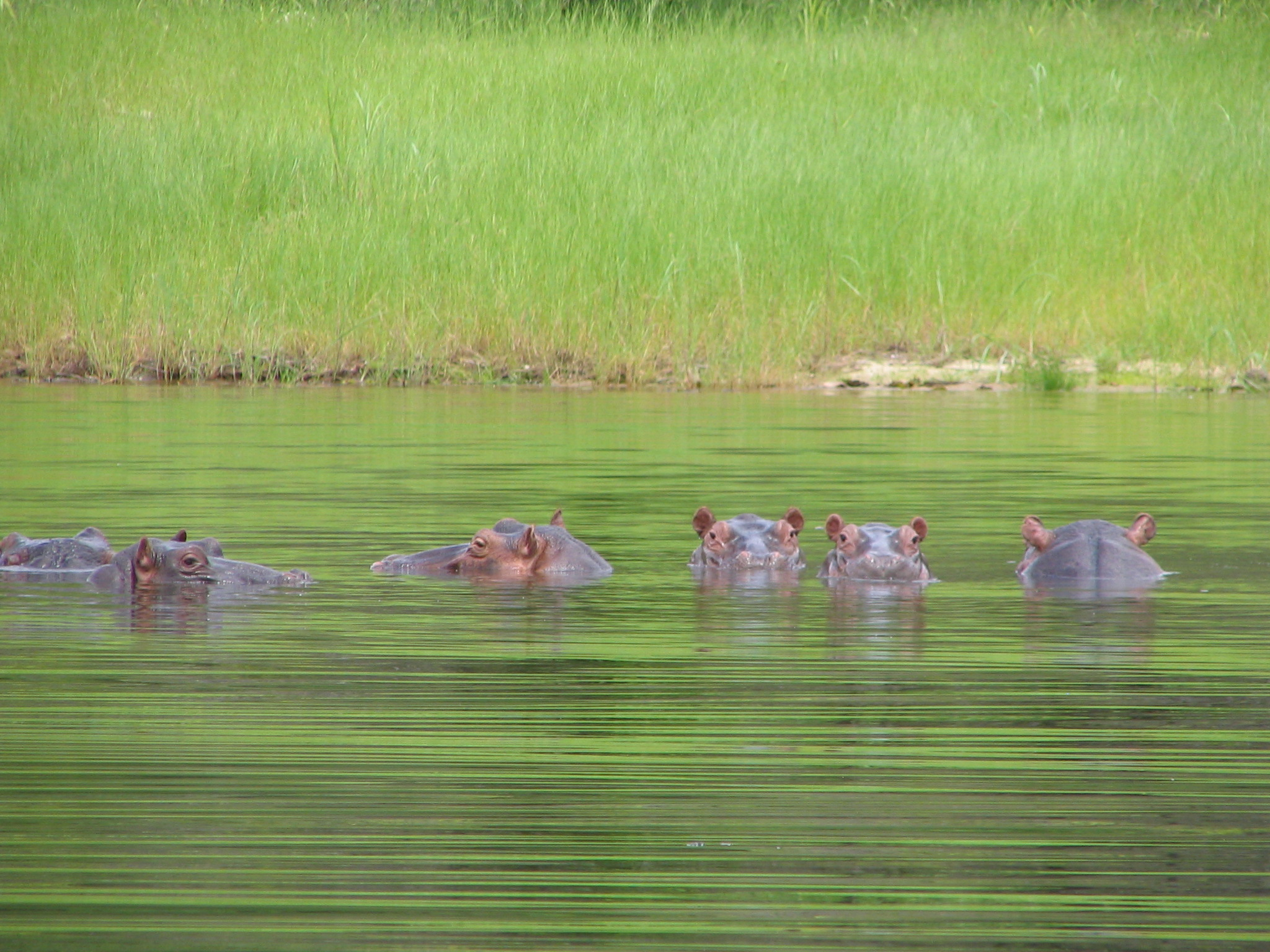
Flusspferde im Cahora-Bassa-Stausee

Im Distrikt kommt es auch zu Konflikten mit Wildtieren. Im ersten Halbjahr 2005 wurden folgende Fälle registriert:
- 5 Ochsen von Löwen verschlungen
- 32 Farmen von Elefanten und Flusspferden zerstört
- 10 Kanus von Flusspferden versenkt
- 23 Menschen von Krokodilen getötet[2]

Auch im ersten Halbjahr 2018 wurden sieben Menschen im Distrikt durch Wildtiere getötet, sechs von Krokodilen, einer von einem Flusspferd.

### Bodenschätze
Im Distrikt gibt es Vorräte von Gold, Eisen, Kupfer, Titan, Chrom, Nickel und Magnesit.

### Verkehr
Zumbo hat keine Nationalstraße und nur ein regionales Straßennetz. Auch gibt es keine Bahnverbindungen, jedoch See- und Fluss-Schifffahrt.